# Super Freaky Girl
Super Freaky Girl é uma música da rapper, cantora e compositora nascida em Trinidad, Nicki Minaj, gravada para seu sétimo álbum de estúdio Pink Friday 2 (2023). Foi lançada em 12 de agosto de 2022 pela Young Money Entertainment e Republic Records como o primeiro single solo de Minaj em três anos. Uma música otimista e atrevida, ela mostra com destaque o single de 1981 de Rick James, "Super Freak", enquanto Minaj canta sobre suas fantasias e empreendimentos sexuais, enquanto também se gaba de sua carreira. Recebeu comparações com a faixa de 2014 de Minaj "Anaconda", pois ambas as faixas apresentam samples clássicos e letras sexuais.
Após seu lançamento, a música quebrou o recorde do Spotify para a maior estreia de uma música solo de rap feminino. Com a estréia da música no número um na Billboard Hot 100, tornou-se a segunda música solo de hip hop por uma rapper a estrear no número um após o single de Lauryn Hill de 1998 "Doo Wop (That Thing)". Também marcou o terceiro single número um nos EUA da carreira de Minaj, bem como sua primeira música número um como artista solo. A música também liderou as paradas na Austrália e Nova Zelândia, tornando-se o primeiro single número um de Minaj em ambos os países. A música também alcançou o top dez em vários países, incluindo Canadá, Hungria, Irlanda, África do Sul e Reino Unido.
Uma versão estendida, chamada Roman Remix, foi lançada de surpresa em 18 de agosto de 2022; onde Minaj incorporar seu alter ego, Roman Zolanski . A música recebeu uma indicação ao MTV Video Music Award para Canção do Verão no VMA de 2022. A versão original da música foi incluída no primeiro álbum de grandes sucessos de Minaj, Queen Radio: Volume 1 (2022). Em 9 de setembro de 2022, um segundo remix intitulado "Queens Mix" foi lançado, apresentando várias rappers femininas, incluindo JT do City Girls, BIA, Katie Got Bandz, Akbar V e Maliibu Miitch .

## Antecedentes e lançamento
Em 13 de julho de 2022, Minaj postou uma prévia de uma música intitulada "Freaky Girl" em sua mídia social. A conta oficial do Twitter de Rick James, de quem a música sampleia, respondeu ao trecho, chamando-a de "estrondosa". Minaj pediu aos fãs que escolhessem o título oficial da música, acabando por se decidir por "Super Freaky Girl", explicando que devido a questões legais não especificadas, ela não poderia usar "Freaky Girl" ou "Freak", o último tendo ganho o voto dos fãs na votação. Em 22 de julho, ela anunciou que a música seria lançada em 12 de agosto. Em 5 de agosto, ela revelou a capa da música. O trecho da música ganhou popularidade no TikTok e seu lançamento foi antecipado. A música estreou no Queen Radio programa que Minaj apresenta na plataforma Amp da Amazon em 11 de agosto.  Seu lançamento foi acompanhado por um lyric video cheio de emojis de berinjela e pêssego. "Super Freaky Girl" é a segunda vez que Minaj sampleou "Super Freak", depois de usá-la em "Dilly Dally", uma faixa de sua mixtape de 2007, Playtime Is Over.
A música marcou o primeiro lançamento solo de Minaj desde "Megatron" em 2019.  A música foi considerada como "de volta à forma" para Minaj depois que ela disse em fevereiro de 2022 no The Dana Cortez Show que se sentia desconfortável em lançar música vulgar enquanto estava grávida de seu filho, explicando que estava em um espaço diferente na época: "Minha gravadora queria que eu lançasse um single e tudo mais quando estava grávida, e eu não conseguia lançar uma música sobre buceta e pau. Eu não conseguiria lançar um disco com teor sexual enquanto meu filho estava crescendo no meu corpo".

## Composição
"Super Freaky Girl" é uma música sensual,   apresentando o novo alter ego de Minaj, Nick James, em homenagem a Rick James.  A música mostra Minaj descrevendo seus encontros sexuais de maneira vívida,  enquanto "reitera seu status como um ícone do rap, bem como um símbolo de liberação sexual".  Uma música de baixo pesado, com samples proeminentes de "Super Freak" de Rick James (1981), particularmente o riff, e abre com os vocais a capella de James. Além disso, Minaj interpola seu remix de 2013 de "Boss Ass Bitch" do PTAF, enquanto também faz referência, entre outros, ao single "Make 'Em Say Uhh!" de Master P de 1998, aos protestos "take a knee" do ex-jogador da NFL Colin Kaepernick,  e tocando os nomes de Rihanna e ASAP Rocky, rimando "Get me Rocky A$AP, nigga, word to Rih".
A música foi fortemente comparada e descrita como uma continuação da música de 2014 de Minaj, "Anaconda".

## Recepção e crítica
Shaad D'Souza, da Paper, chamou a música de "um retorno saltitante e obsceno ao pop-rap. Doido e viciante, você pode pensar nisso como 'Anaconda 2'". David Renshaw, do The Fader, elogiou Minaj por trazer "seu A-game para a música, cuspindo barras x-rated e lemas confiantes ('I got a princess face, a killer body, samurai mind'), tornando-a uma faixa irmã natural para 'Anaconda' ".  Jessica McKinney, da Complex listou a música entre os melhores lançamentos da semana, dizendo que em "Freaky Girl", Minaj é "confiante, sexy e sedutora, nos deixando querendo mais", enquanto a chama de "fluxo irresistível na música, como ela se orgulha de sua natureza esquisita e descreve vividamente seus encontros sexuais".  Claire Yotts, da Our Generation Music, disse: "A mulher de 39 anos e mãe de um filho ainda está matando o jogo, já que 'Super Freaky Girl' é um lembrete para todos porque ela é conhecida como a Rainha do Rap". Mitchell Peters, da Billboard disse que Minaj "se diverte reanimando o funk lascivo da faixa clássica com insinuações sexuais e um fluxo que sabe quando acelerar e quando realmente acertar uma piada".  Coleman Spilde, do The Daily Beast chamou a música de "horrível", escrevendo: "Dizer que a música não agrega nada de valor à carreira de Minaj é um eufemismo selvagem e vasto. As versos são planos, as piadas poderiam ter sido escritas por uma Nicki Minaj AI, e a amostra de Rick James está fazendo todo o trabalho pesado". Spilde também criticou Minaj por trabalhar com o co-produtor Dr. Luke, que enfrentou acusações de agressão sexual no passado.

## Desempenho comercial

### No mundo
Após seu lançamento, "Super Freaky Girl" teve a maior estreia de uma música solo de rap feminino na história do Spotify, conquistando mais de três milhões de streams. Teve também a maior estreia semanal de uma música solo de rap feminino no Spotify, com 18,5 milhões de streams. No iTunes dos EUA, Minaj ampliou seu recorde como a rapper com o maior número 1 na plataforma com 29 e se tornou a primeira rapper feminina a liderar as paradas europeias e mundiais do iTunes com uma música solo. Com o “Queen mix” alcançando então o número 1 no iTunes dos EUA, ela ampliou ainda mais seu recorde como a rapper que mais liderou na parada, com 30. Na Billboard Global 200, a música estreou no número cinco, simultaneamente levando a Minaj sua segunda entrada no top 10 da parada, bem como seu single mais bem colocado, superando o pico número 7 de "Do We Have a Problem?".

## Videoclipe
Em 18 de agosto de 2022, Minaj liberou uma prévia do videoclipe oficial. Onde ela se mostra como uma dona de casa em um cenário semelhante a Alameda Wisteria, enquanto revela seus segredos "safados", vestindo longos cabelos rosa, sentada em cima do balcão da cozinha, empunhando uma faca sobre seu amante. Ela também abre uma gaveta cheia de acessórios safados. Em 1 de setembro de 2022, Minaj lançou oficialmente o videoclipe de Super Freaky Girl com Alexander Ludwig, estrelando como Ken personagem da Barbie.

## Remixes
Em 18 de agosto de 2022, Minaj lançou uma versão estendida de "Super Freaky Girl", apelidada de "Roman Remix", com seu alter ego Roman Zolanski. Isso marcou o retorno do alter ego. A música é um minuto mais longa que a original e tem um final reestruturado, acrescentando um terceiro verso. Aron A. do HotNewHipHop chamou-o de um verso de "fogo em tempo duplo", enquanto Regina Cho, do Revolt, e Aaron Williams, do Uproxx também disseram que Minaj oferece um "verso de fogo rápido". Observando os elogios sobre a longevidade de sua carreira, Williams disse: "É uma afirmação especialmente oportuna, considerando que ela em breve será homenageada com um Michael Jackson Video Vanguard Award no próximo VMA de 2022". Minaj também menciona como uma mixtape antiga dela vendeu mais do que o álbum de alguém, provavelmente uma referência ao seu relançamento de 2021 de sua mixtape Beam Me Up Scotty de 2009, que estreou no número dois na Billboard 200.Ela também cita os seus companheiros de gravadora Lil Wayne e Drake.

## Desempenho nas paradas musicais
| Paradas (2022)                                     | Melhor posição |
| -------------------------------------------------- | -------------- |
| África do Sul (RISA)                               | 4              |
| Alemanha (Offizielle Deutsche Charts)              | 42             |
| Austrália (ARIA)                                   | 1              |
| Austrália Hip Hop/R&B (ARIA)                       | 1              |
| Áustria (Ö3 Austria Top 75)                        | 52             |
| Canadá (Canadian Hot 100)                          | 8              |
| Canadá (Billboard CHR/Top 40)                      | 38             |
| Estados Unidos (Billboard Hot 100)                 | 1              |
| Estados Unidos (Billboard R&B/Hip-Hop Songs)       | 1              |
| Estados Unidos (Billboard Mainstream Top 40)       | 21             |
| Estados Unidos (Billboard Hot R&B/Hip-Hop Airplay) | 26             |
| Estados Unidos (Billboard Rhythmic)                | 4              |
| Filipinas (Billboard)                              | 17             |
| Finlândia (Radiosoittolista Airplay)               | 43             |
| Grécia International (IFPI)                        | 22             |
| Hungria (Single Top 40)                            | 4              |
| Irlanda (IRMA)                                     | 7              |
| Islândia (Plötutíðindi)                            | 9              |
| Japão Hot Overseas (Billboard Japan)               | 12             |
| Lituânia (AGATA)                                   | 43             |
| Mundo (Billboard Global 200)                       | 5              |
| Nova Zelândia (Recorded Music NZ)                  | 1              |
| Países Baixos (Single Top 100)                     | 81             |
| Portugal (AFP)                                     | 101            |
| Reino Unido (UK Singles Chart)                     | 6              |
| Reino Unido (OCC UK R&B)                           | 1              |
| República Checa (Singles Digitál Top 100)          | 83             |
| Singapura (RIAS)                                   | 25             |
| Slovakia (Singles Digitál Top 100)                 | 52             |
| Suécia (Sverigetopplistan)                         | 28             |
| Suíça (Schweizer Hitparade)                        | 49             |
| Vietnã (Vietnam Hot 100)                           | 58             |